# Modraszek semiargus
Modraszek semiargus (Polyommatus semiargus) – motyl dzienny z rodziny modraszkowatych.

## Wygląd
Rozpiętość skrzydeł od 30 do 33 mm, dymorfizm płciowy wyraźny: wierzchnia strona skrzydeł samców niebieskie z rozlaną czarną obwódką; samica jest brunatna.

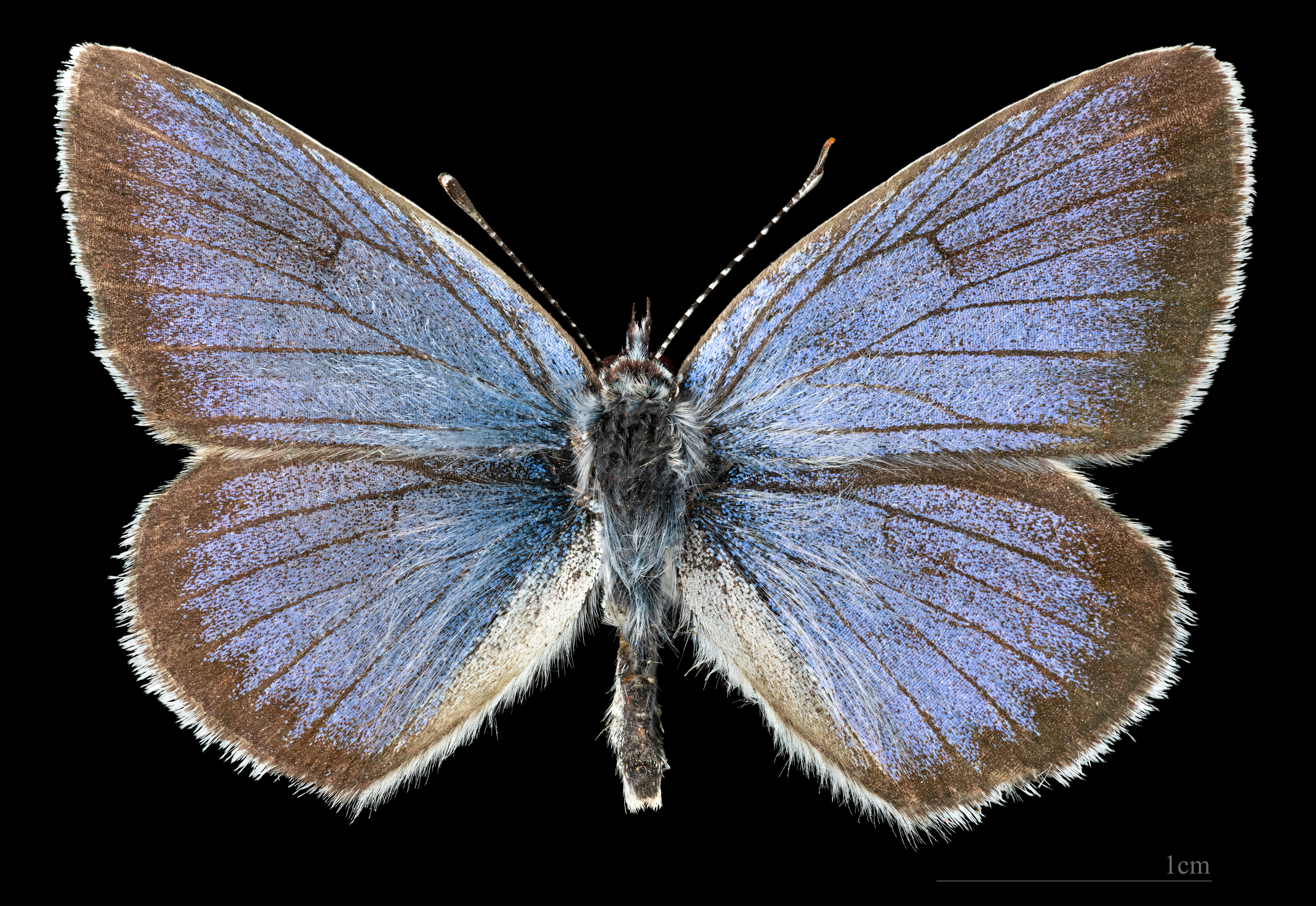
Cyaniris semiargus ♂
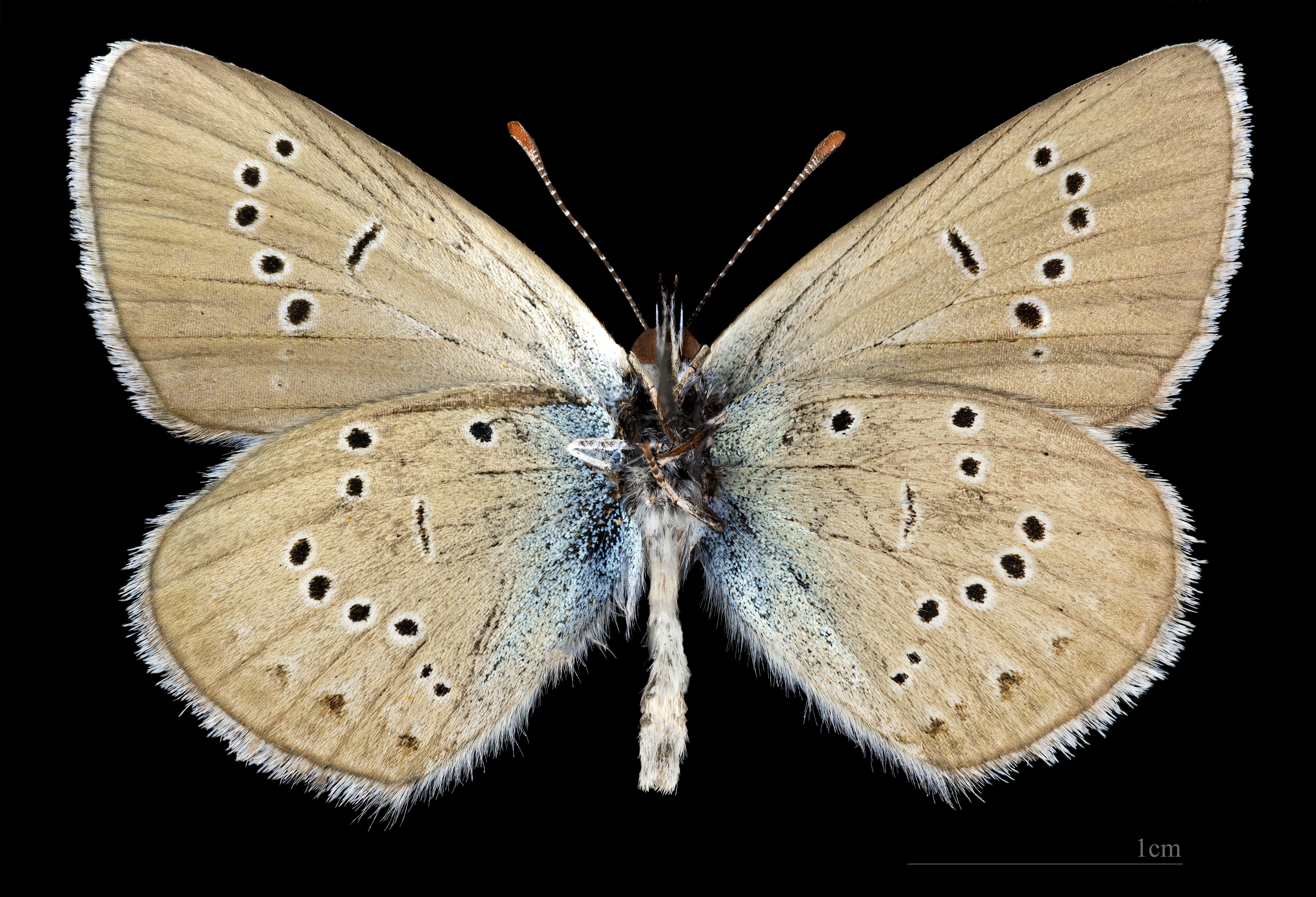
Cyaniris semiargus ♂  △

## Siedlisko
Kwieciste łąki, skraje lasów, polany, przydroża, nasypy kolejowe, pastwiska, okolice strumieni, nasłonecznione zbocza z zaroślami.

## Biologia i rozwój
Wykształca jedno pokolenie w roku (koniec maja-koniec lipca). Rośliny żywicielskie: koniczyna łąkowa i pogięta. Jaja barwy białej składane są po 3-4 na kwiatostanach roślin żywicielskich. Larwy wylęgają się po 1-2 tygodniach i żerują na nasionach w kwiatostanach. Po przezimowaniu żerują na liściach i pędach. Mrówką towarzyszącą jest hurtnica pospolita. Stadium poczwarki trwa 2-3 tygodnie. 

## Rozmieszczenie geograficzne
Gatunek palearktyczny, w Polsce występuje na terenie całego kraju, lecz jest niezbyt liczny. Bardziej pospolity w Sudetach.